# Niphargus kirgizi
Niphargus kirgizi is een vlokreeftensoort uit de familie van de Niphargidae. De wetenschappelijke naam van de soort is voor het eerst geldig gepubliceerd in 2009 door Fišer, Çamur-Elipek & Özbek.